# Los hijos de nadie
Los hijos de nadie es una telenovela mexicana de denuncia social producida por Miguel Sabido para Televisa en 1997. Protagonizada por la primera actriz Silvia Derbez, Alpha Acosta, Ramón Abascal y la niña Rossie Montenegro, con las participaciones antagónicas de Yolanda Andrade, Jorge del Campo y Evelyn Solares, con las actuaciones estelares de Ricardo Blume, Sergio Sendel, Jorge Antolín, Martha Ofelia Galindo y Tere Velázquez. Esta telenovela estuvo apoyada por la UNICEF, y se hizo a manera de crear conciencia entre la sociedad del grave asunto con respecto de los niños que viven en las calles de la Ciudad de México (en ese entonces, el Distrito Federal) y otras partes del país.

## Argumento
La historia se sitúa en la Ciudad de México y el personaje principal es Doña Leonor, una anciana que vive feliz con su única familia: su hija y su nieta. Pero ambas fallecen en un trágico accidente, lo que la deja destrozada, pero a su vez, le da fuerzas para seguir adelante, y para llevar a cabo esto, decide ayudar a un grupo de niños sin hogar. Verónica es una muchacha muy linda que lleva alegría a los niños de la calle con sus marionetas; en la historia resalta la maldad de Lucila Villarreal quien le toma odio a los niños de la calle debido a que el día de su boda le tiran su pastel y se lo comen en la calle, su odio es tan grande que empieza a explotarlos siendo Rosi una de las grandes afectadas. Las maldades de Lucila van subiendo de nivel a lo largo de la trama al obsesionarse con Francisco y aliarse con Mela para explotar a los niños de la calle incluida Rosi esto con el apoyo de Atenor y el fiel Justino. Lucila se practica un aborto que la deja estéril, por error asesina a Lourdes y aprovecha esto para mandar a la cárcel a Verónica Isabelly, además planea cómo se vengará de Francisco por rechazarla. El encuentro final entre Lucila y Verónica Isabelly se da en un hospital dónde las dos se agarran a cachetadas y de los cabellos. Evelia en un ataque de locura asesina a Antenor frente a Francisco cobrando así todo el daño que le causó en el pasado, tras la muerte de su padre Lucila vaga por las calles de la Ciudad de México vestida de novia, se presenta en la boda de Francisco y Verónica  donde se da cuenta de que es inútil lo que haga puesto Francisco no la quiere. Finalmente Lucila termina en un hospital psiquiátrico, pagando así todas sus fechorías realizadas contra los niños de la calle.

## Elenco
- Silvia Derbez - Doña Leonor
- Alpha Acosta - Verónica
- Ramón Abascal - Francisco
- Rossie Montenegro - Rosi / Angelita
- Yolanda Andrade - Lucila Villarreal
- Miguel Ángel Ghigliazza - Justino
- Ricardo Blume - Don Chuy
- Tere Velázquez - Tere
- Martha Ofelia Galindo - Celes
- Rosa de Castilla - Amparo
- Jorge Antolín - Vinicio
- Claudia Vega - Brenda
- Juan Carlos Barreto - Felipe
- Sergio Sendel - Mauricio
- Mariana Seoane - Carolina
- Evelyn Solares - Mela
- Carola Vázquez - Micaela
- Fabiola Campomanes - Lourdes
- Marco Zapata - Charal
- Goyo - El Triques
- Yamiro - El Muelas
- Alondra Torres - La Pelos
- Luis Daniel - Luis
- Liuba de Lasse - Almendra
- Ulises Pliego - Miguel Ángel
- Germán Robles - Germán
- Jorge del Campo - Antenor Villarreal
- Luis Cárdenas - Pablo
- Rocío Sobrado - Melisa
- Estela Barona - Evelia
- Sergio Acosta - Arturo
- Maripaz García - Sandra
- Irlanda Mora
- Claudio Fregoso
- Imanol Landeta
- Margarita Magaña
- Rubén Moya
- Lucía Paillés - Otilia
- Elías Rubio
- Ricardo de Pascual - Rosendo
- Arturo García Tenorio - Roberto
- Roberto Sen - José
- Dolores Salomón "Bodokito"
- Amelia Zapata - Emma
- Zayda Castellón - La Tres Vueltas
- Lorena Shelley
- Melisa Munguía - Josefina
- Glenda Cobo
- Magda Karina - Yolanda
- Lourdes Canale - Martha
- Renata Flores - La Maestra
- Paulina Álvarez

## Producción
- Original de: Miguel Sabido
- Adaptación: Enrique Alfaro, Rosa Ana Curiel, Kary Fajer, Verónica Suárez
- Música: Belén-Teresa Oller
- Edición: Alberto Cárdenas Valdés
- Directora de escena en locación: Karina Duprez
- Director de escena en foro: Pedro Damián
- Productora ejecutiva: Irene Sabido
- Productor general: Miguel Sabido

## Nominaciones

### Premios TVyNovelas 1998
| Categoría            | Nominada      | Resultado |
| -------------------- | ------------- | --------- |
| Mejor primera actriz | Silvia Derbez | Nominada  |

## Versiones
- Se realizó una versión brasileña producida por Rede Récord titulada Filhos de Deus en 2001, con las actuaciones de Clara Silva, Ernesto Puig y Ana da Silva.